# Gamma (byggemarkedskæde)
 For alternative betydninger, se Gamma. (Se også artikler, som begynder med Gamma)
Gamma er en nederlandsk byggemarkedskæde med 166 butikker i Nederlandene og 86 butikker i Belgien. Gamma er franchise-drevet af organisationen Intergamma i Leusden, som også driver byggemarkedskæden Karwei.